# Arisa Murata
Arisa Murata (村田 愛里咲, Murata Arisa), née le 17 octobre 1990 à Kitakyūshū, est une skieuse acrobatique japonaise s'illustrant dans l'épreuve des bosses,.

## Biographie
Murata a participé aux Jeux olympiques d'hiver de 2010 avec le Japon. Elle arrive à la 11e place lors des phases qualificatives, qui l'ont menée en finale, où elle termine 8e.
En avril 2013, sa meilleure position aux Championnats du monde de ski acrobatique est la cinquième place, qu'elle a atteint lors de l'édition 2013 dans les descentes de bosses.
Murata fait ses débuts en coupe du monde en février 2008. En mars 2013, elle a atteint un podium lors d'une épreuve, remportant la médaille de bronze lors de l'édition 2011-2012. Sa meilleure position dans le classement général est la 15e place, atteinte lors de l'édition 2012-2013 de la coupe du monde.

## Palmarès
| Date        | Lieu | Rang | Médaille           | Évènement |
| 9 mars 2012 | Åre  | 3    | Médaille de bronze | Bosses    |